# トゥアル人
トゥアル人（トゥアルじん、ロシア語: Туальцев;  英語: Tual people）とは、オセチア南部、すなわちジョージアの南オセチア自治州に居住するオセット人の一派、オセット人を構成する民族である。

## 概要

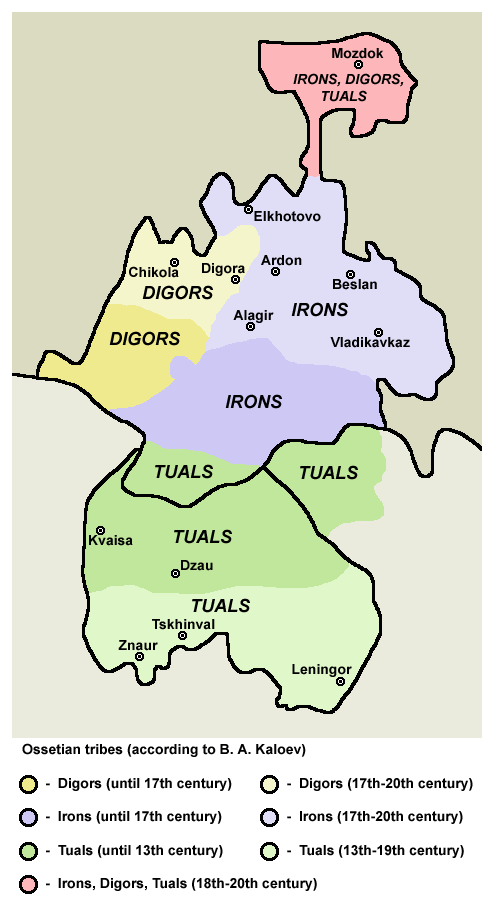
オセチアにおけるトゥアル人・ディゴル人・イロン人の居住地

トゥアル人はオセット人の一派で、ジョージアの南オセチア自治州に居住している。一部ではあるが、ロシア連邦北オセチア共和国のモズドクに居住している。
オセット人のサブグループは、南部のトゥアル人、北部のイロン人、西部のディゴル人に分かれる。